# Tiempo de acceso
Tiempo de acceso es el retardo temporal o latencia entre una petición a un sistema electrónico y la finalización de la misma o la devolución de los datos solicitados.

## Tipos
- En un sistema de telecomunicaciones, el tiempo de acceso es el tiempo transcurrido entre el inicio de un intento de acceso y el acceso bien finalizado. Los valores de tiempo de acceso solo miden los intentos de acceso que terminan con un acceso bien realizado.
- En un ordenador, es el intervalo de tiempo entre el instante en el cual una unidad de control de instrucción inicia una solicitud de datos o una solicitud para almacenar datos, y el instante en el cual los datos son obtenidos o se inicia el almacenamiento.
- En unidades de disco, tiempo de acceso a disco es el tiempo exigido para que un ordenador procese datos de un procesador y que recupere los dados solicitados de un dispositivo de almacenamiento, tal como un disco rígido. Para discos rígidos, el tiempo de acceso a disco está determinado por la suma del tiempo de posicionamiento y el retraso rotacional. 
  - Tiempo de posicionamiento - es el tiempo para que el brazo de acceso alcance el cilindro deseado.
  - Retraso rotacional - es el retardo (medio) para que la rotación del disco posicione el sector solicitado sobre la cabeza de lectura-grabación del mecanismo. Depende en gran parte de la velocidad rotacional del disco, medida en revoluciones por minuto (RPM).
  - Tiempo de transferencia - tiempo durante el cual los datos son realmente leídos o escritos en el disco, con un cierto throughput.

Medias teóricas de tiempo de acceso o latencia se muestran en la tabla de abajo, basados en la relación empírica de que la latencia media en milisegundos para un disco es de cerca de 30000/RPM:
| Rotación en RPM | Latencia media (ms) |
| --------------- | ------------------- |
| 4200            | 7,14                |
| 5400            | 5,55                |
| 7200            | 4,17                |
| 10000           | 3                   |
| 15000           | 2                   |